# کانتور فیتزجرالد
کانتور فیتزجرالد (انگلیسی: Cantor Fitzgerald) شرکت خدمات مالی و بانکداری آمریکایی است، که در سال ۱۹۴۵ تأسیس شد.